# Gustave Fiévet
Pour les articles homonymes, voir Fievet.
 (juin 2016).
Gustave Fiévet (Sombreffe 8 mars 1892 – Sombreffe 2 janvier 1957) était un homme politique belge.

## Biographie
Commerçant à Sombreffe, membre du POB il est conseiller communal (1921-1932) et (1940-1947), échevin en 1921, député provincial de la province de Namur (1932-1946), député socialiste de Namur (1946-1957) et bourgmestre de Sombreffe (1946-1957)
Déporté politique à Buchenwald durant la Seconde Guerre mondiale.

## Affaire royale
En pleine affaire royale, Gustave Fiévet sera au cœur d'une polémique à la suite de l'une de ses déclarations faites à la chambre des députés le 27 janvier 1950. En effet, alors que le député et chef de groupe socialiste à la Chambre demande ce qui arriverait si le roi devait revenir, Gustave Fiévet déclare "On l'abattra", ce qui provoque des vives réactions, notamment sur les bancs catholiques.

## Mémoire
Une rue, l'ancienne rue de la gare, porte désormais son nom dans le village de Sombreffe.